# تاريخ جمهورية كوسوفو في القرن العشرين
عانت جمهورية كوسوفو (بالإنجليزية: Kosovo)‏ خلال فترة القرن العشرين إلى حد كبير من الحروب وعمليات تشريد للسكان. وقد شكلَّت المنطقة جزءًا من كيانات عديدة، بعضها مُعترف به دوليًا على عكس البقية.

## بداية القرن العشرين
في مطلع القرن العشرين، كانت كوسوفو واقعة بالكامل تحت حكم الدولة العثمانية باعتبارها جزءًا منها. وكانت تُعتبر كولاية عثمانية تحتل إقليمًا أكبر بكثير من الكيان الحالي، واعتُبرت مدينة أسكوب (المعروفة الآن باسم إسكوبية) عاصمة للولاية. وُسِّعت حدودها داخليًا بعد إعادة تنظيم الإدارات المحلية من قِبَل مقر الباب العالي عام 1882. بعد استقلال مملكة صربيا ومملكة الجبل الأسود عام 1878، اعتُبرت كوسوفو خط الدفاع الأخير للعثمانيين في روملي (الإقليم العثماني في القارة الأوروبية). بعد دمج البوسنة والهرسك مع الإمبراطورية النمساوية المجرية عام 1908، تقاسمت كوسوفو حدودها مع ثلاثة بلدان أخرى هي: صربيا ومملكة الجبل الأسود والنمسا والمجر. وقد حافظت كوسوفو على وضعها هذا حتى دخول الدولة العثمانية في حرب البلقان الأولى التي ناضل فيها السكان المحليين من غير الأتراك في روملي من أجل تقرير المصير، فضلًا عن الهجوم المشترك الذي شنَّته عصبة البلقان (كانت جميع هذه الدول تخدم مصالح الدول الأخرى بينما في الحقيقة كانت تسعى إلى توسيع حدودها)؛ أثناء هذه الفترة خاضت الأمة الألبانية المكتظة بالسكان معركتها الخاصة ضد كل من العثمانيين والدول المحيطة بهم والتي كان الهدف منها حرمان الألبان من إقامة دولة وطنية خاصة بهم.

## حروب البلقان
أثناء حروب البلقان التي جرت أحداثها عام 1912، استولت مملكة صربيا على معظم أجزاء كوسوفو من الإمبراطورية العثمانية بينما استولت مملكة الجبل الأسود على منطقة ميتوهيا (المعروفة باسم دوكاجيني فالي بحسب الألبان الأصليين). على مدى قرون عدِّة، كان السكان الصرب والألبان من أصل عرقي يميلون إلى التنقل في أعقاب عمليات تسليم الأراضي. ونتيجة للتشكيل المتعدد الأعراق داخل جمهورية كوسوفو، أثارت الإدارات الجديدة استجابة مختلطة حول السكان المحليين. في حين أن الألبان (الذين يشكلون أغلبية ضئيلة تزيد لنسبة قليلة عن 50%) لم يُرحبوا بالحكم الصربي، إلا أن السكان من غير الألبان (الذين كان أغلبهم من البلغار والصرب والبوسنيين) اعتبروا الحكم الصربي بمثابة تحرير لهم.

وفقًا لما كتبه نويل مالكولم لصحيفة الغارديان:
بقيت جمهورية كوسوفو تُعتبر إقليمًا عثمانيًا حتى أن غزتها القوات الصربية عام 1912. قد يخالف الصرب ذلك ويقولون بأنها قد «تحررت»؛ لكن حتى في تقديراتهم الخاصة هم يضعون السكان الصرب من الأرثوذكس بنسبة أقل من 25%. إذ يُشكل الألبان أغلبية سكان المنطقة وهم لم يُرحبوا بالحكم الصربي، لذا فإن «غزوها» تبدو هي الكلمة الصحيحة لاستخدامها. لكن من الناحية القانونية، لم يتم ضمّ كوسوفو إلى المملكة الصربية عام 1912؛ بل إنها قد استمرت باحتلال أراضيها حتى وقت ما بعد عام 1918. حتى تم ضمّها في النهاية، لكن ليس باعتبارها دولة صربية، بل كدولة يوغسلافية. مع وجود انقطاع ضخم واحد (وهو حدوث الحرب العالمية الثانية) قد ظلَّت كوسوفو جزءًا من الدولة اليوغوسلافية حتى يونيو عام 2006.
في عام 1918، أصبحت صربيا جزءاً من المملكة التي تشكلت حديثًا من مملكة يوغوسلافيا، والتي أطلق عليها فيما بعد يوغوسلافيا.

## الحرب العالمية الأولى
تمكَّن الجيش الصربي «بمساعدة قوية من الجيشين الإيطالي والفرنسي» من التعافي إذ تلقى الجنود المرضى والجرحى عناية طبية كاملة نظرًا إلى بُعدهم عن خطوط الجبهة الأمامية. وبمجرد استردادهم لعافيتهم وإعادة ضمّهم إلى قوات الجبهة، عادوا إلى ساحة المعركة.
في عام 1918، دفع الجيش الصربي قوى المركز إلى خارج كوسوفو. في أعقاب الحرب العالمية الأولى، تشكَّلت مملكة يوغوسلافيا بعد فترة وجيزة من إعادة احتلال كوسوفو، واستولت على مقاطعة فويفودينا من النمسا والمجر، وبذلك وتوحّدت مع مملكة الجبل الأسود لتشكيل مملكة أكبر في صربيا.

## مملكة يوغوسلافيا (1918 – 1941)
أُبرمت معاهدات السلام في الفترة ما بين عامي 1919-1920 والتي نشأت من خلالها دولة يوغوسلافية تدعى «مملكة السلوفينيين والكروات والصرب»، والتي تُدعى أيضًا «يوغوسلافيا». ضمَّت المملكة حوالي 12 مليون شخص، من بينهم 300 ألف شخص من الألبان. ثم انقسمت جمهورية كوسوفو إلى أربع مقاطعات - ثلاث منها عّدَّت جزءًا من كيان صربيا: زفيتشان، وكوسوفو، وميتوهيا الجنوبية؛ ومقاطعة واحدة تابعة لمملكة الجبل الأسود وهي: ميتوهيا الشمالية. بيد أن نظام الإدارة الجديد منذ 26 أبريل من عام 1922 قد قسَّم كوسوفو إلى ثلاث مناطق داخل المملكة وهي كوسوفو وراسيا وزيتا. في عام 1929، تحولَّت المملكة لتصبح تحت اسم مملكة يوغوسلافيا. انقسمت أراضي كوسوفو بين زيتا بانوفينا، ومورافا بانوفينا، وفاردار بانوفينا.
بحلول عام 1921، طلب الكوسوفيين الألبان من عصبة الأمم توحيد جمهورية كوسوفو مع ألبانيا. إذ ادَّعى هؤلاء مقتل 12,000 ألباني و سجن 22,000 آخرين منذ عام 1918. نشأت حركة كاتشاك التي شُكلها مجموعة من الألبان المسلحين بهدف الوحدة مع ألبانيا. اعتبرت الحكومة هذا عمل تخريبي للدستور اليوغوسلافي.
عُدَّ استعمار كوسوفو مشروعًا خاصًا بالدولة قد نفذته مملكة يوغوسلافيا خلال فترة ما بين الحربين. خلال فترة الاستعمار، استقر حوالي 60,000-65,000  شخص من المستوطنين في كوسوفو. وكان أكثر من 90 في المائة من مجموع عددهم من الصرب (بما في ذلك سكان الجبل الأسود).
إلى جانب فترة الاستعمار، قامت البلاد بعملية هجرة قسرية للألبان إلى خارج كوسوفو. أثناء الفترة ما بين عامي 1918-1941، هاجر حوالي 90,000 إلى 150,000 ألباني وغيرهم من المسلمين خارج أراضي كوسوفو.
في عام 1919، قتلت القوات اليوغوسلافية 600 من النساء والأطفال الألبان في مقاطعة غوسينيي.

## الحرب العالمية الثانية
احتلت دول المحور كوسوفو في شهر إبريل من عام 1941، وانقسمت بين إيطاليا وألمانيا. إذ كانت كوسوفو مدرجة أساسًا في المنطقة الخاضعة للسيطرة الإيطالية، باعتبارها موحدة مع ألبانيا الفاشية بين عامي 1941 و 1943.
بعد غزو دول المحور، أصبح القسم الأعظم من كوسوفو جزءًا من ألبانيا الكبرى التي تسيطر عليها إيطاليا، في حين أصبح القسم الشرقي الأصغر تابع لصربيا التي تحتلها بلغاريا وألمانيا النازية. بما أن القيادة السياسية الألبانية المحتلة في إيطاليا قد قررت، من خلال عقد في مؤتمر بوجان، إبقاء كوسوفو جزءًا من ألبانيا، فقد بدأت في طرد السكان الصرب وسكان الجبل الاسود.
بعد استسلام مملكة إيطاليا في سبتمبر عام 1943، سيطرت القوات الألمانية على المنطقة مباشرة. في سبتمبر عام 1944، أعلن الاتحاد السوفييتي الحرب على بلغاريا واحتل جزءًا منها. أدَّى الانقلاب الذي جرى في 9 سبتمبر إلى انضمام بلغاريا إلى الاتحاد السوفييتي. ونتيجةً لذلك، في أوائل أكتوبر، دخلت ثلاثة جيوش بلغارية، تتألف من حوالي 340,000 جندي، إلى جانب قوات الجيش الأحمر إلى يوغوسلافيا المحتلة وانتقلت من صوفيا إلى نيش وإسكوبية وبريشتينا بهدف عرقلة انسحاب القوات الألمانية من اليونان. عمل البلغاريون بالتعاون مع أنصار الشيوعية من اليوغسلافيين والألبانيين. ثم حُررت كوسوفو بحلول نهاية نوفمبر. وبالتالي، أصبحت مقاطعة تابعة لصربيا داخل يوغوسلافيا الاتحادية الديمقراطية. أعلن الألبان في كوسوفو، الذين وُعِدوا بتقرير المصير في حال انضمامهم إلى الثوار الشيوعيين، عن تمردهم وأطلقوا الأحكام العرفية الخاصة بهم. وقد استغرق الأمر نحو ستة أشهر حتى تهدئة المنطقة بعد أن قاوم نحو عشرين ألف ألباني تحت قيادة شعبان بولوزا ضد عملية ضمّ كوسوفو داخل مملكة يوغوسلافيا.
جرت أيضًا عمليات ترحيل لليهود أثناء الهولوكوست في المنطقة.